# Goulyantsi (obchtina)
Goulyantsi (bulgare : Гулянци) est une obchtina de l'oblast de Pleven en Bulgarie.